# Emil Kronheim
Emil Kronheim (ur. 22 kwietnia 1890 w Dobrym Mieście na Warmii, zm. 20 września 1971 w Sztokholmie) – niemiecki i szwedzki rabin.

## Życiorys

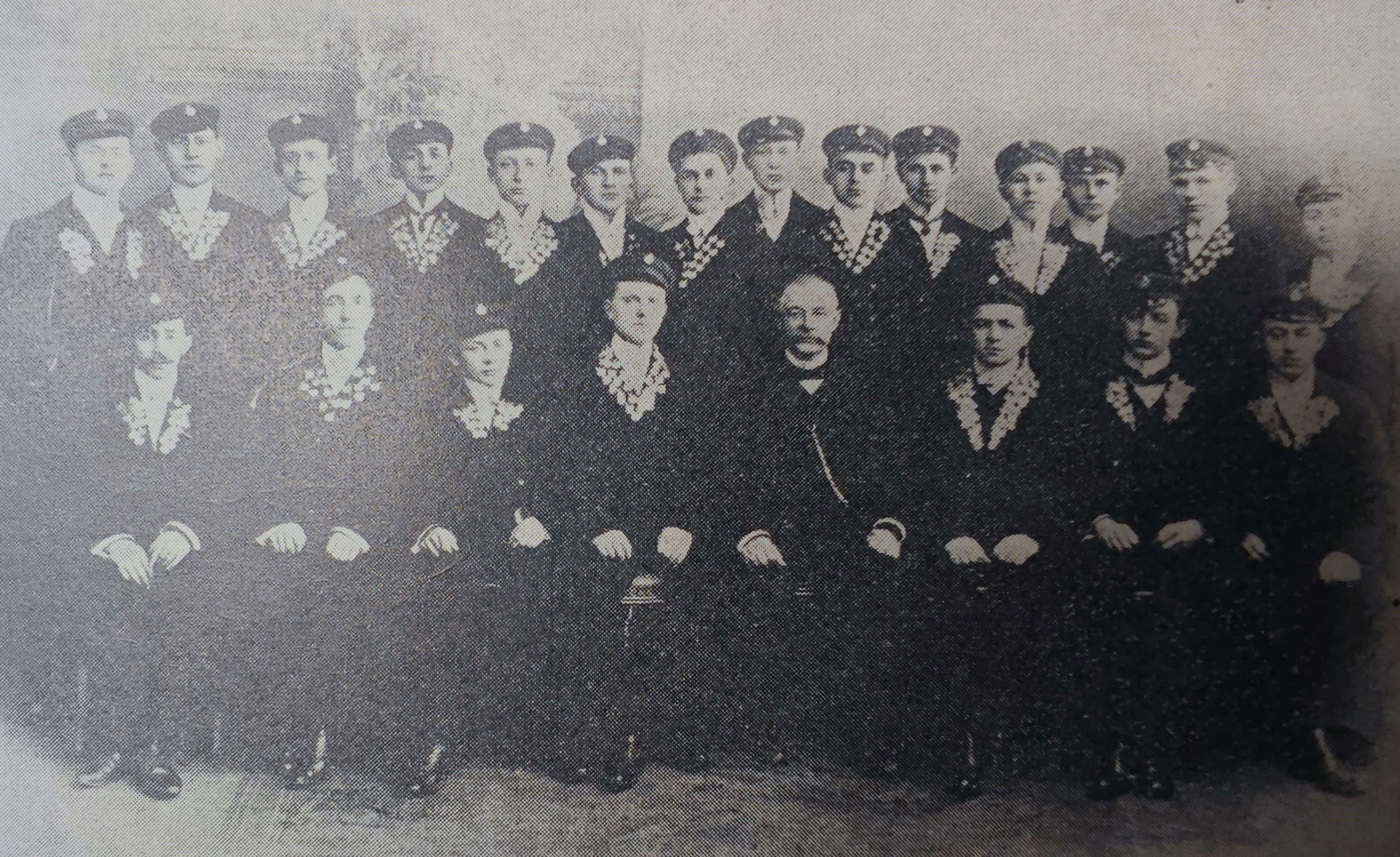
Matura 1909 – Emil Kronheim siedzi pierwszy z lewej, w środku prof. Świtalski

Urodził się w Dobrym Mieście w rodzinie kupca Mosesa Kronheima i Sary z domu Levinson. Oboje rodzice urodzili się również w Dobrym Mieście. Ojciec od 1876 był wymieniany jako kupiec w Dobrym Mieście, następnie w Braniewie, zmarł w 1918 w Berlinie-Charlottenburgu. Emil miał brata Maxa i siostrę Rosę. Najpierw pobierał naukę w ewangelickich szkołach podstawowych – w Dobrym Mieście, a w latach 1897–1900 w Braniewie. Następnie ojciec posłał go do Królewskiego Gimnazjum Katolickiego (Königlich-Katholisches Gymnasium) w Braniewie, co nie było tu wyjątkowym przypadkiem; w spisie absolwentów szkoły z lat 1860–1916 można naliczyć 16 absolwentów wyznania mojżeszowego. Braniewskie gimnazjum ukończył wraz z maturą na Wielkanoc 1909 roku. Po maturze studiował w Berlinie, na studia zarabiał udzielając korepetycji. Podczas I wojny światowej, w 1915 roku, został zmobilizowany. Służył najpierw jako pielęgniarz wojskowy, a później jako żołnierz 17. Armii w Rosji, Włoszech, Francji, następnie jako rabin polowy we Francji i Belgii. W 1917 zdał egzamin rabiniczny w Wyższej Szkole Studiów nad Judaizmem (Hochschule für die Wissenschaft des Judentums) w Berlinie.
Od 1 marca 1919 do 1924 pracował jako drugi rabin i nauczyciel religii w Dortmundzie. W 1924 ożenił się z Ruth Kullick (1892–1976) z Havelbergu w Saksonii-Anhalt. W latach 1925/26 pracował jako nauczyciel akademicki religii w Izraelskim Towarzystwie Religijnym we Frankfurcie nad Menem.
Następnie wyemigrował do Szwecji i od 1 czerwca 1926 roku w Sztokholmie był drugim rabinem w sztokholmskiej Mosaiska Församling. W 1933 roku otrzymał obywatelstwo szwedzkie, intensywnie angażował się w pracę społeczną, duszpasterską oraz pomoc uchodźcom. Był założycielem wolnomularskiej Loży Pokoju, w okresie od 1949 do 1951 sprawował funkcję prezydenta „B’nai B’rith”. W 1963 roku przeszedł na emeryturę.
Zmarł w 1971 roku. Pochowany został w Szkokholmie na Norra begravningsplatsen. W tym samym grobie została pochowana po śmierci w 1976 roku jego żona Ruth.

## Odznaczenia
- 1954: Order Wazów